# Capitol Air
Capitol Air fue una aerolínea suplementaria de los Estados Unidos y después de 1978, una aerolínea de pasajeros regular que estuvo operativa desde 1946 hasta su declaración de quiebra el 23 de noviembre de 1984.
A partir de 1964, los transportistas aéreos complementarios eran simplemente transportistas chárter. Sin embargo, hasta 1964, los transportistas aéreos suplementarios eran un híbrido entre vuelos regulares y chárter. Los transportistas aéreos suplementarios también eran conocidos como transportistas aéreos irregulares o transportistas no regulares. La aerolínea fue fundada como Capitol Airways en 1946 y rebautizada como Capitol International Airways en 1967. En 1981, la aerolínea cambió su nombre a Capitol Air y comenzó a operar vuelos regulares de pasajeros nacionales e internacionales ese año.

## Historia
Capitol Airways fue fundada por Jesse F. Stallings (1909-1979), un capitán aerolínea, y Richmond Mclnnis, su socio. La compañía se constituyó en Tennessee el 11 de enero de 1946. La Carta de Registro de Capitol (lo que dichas aerolíneas tenían en ese momento en lugar de un certificado) se emitió el 11 de agosto de 1947. Durante los primeros años, Capitol Airways operó una escuela de vuelo y una agencia de ventas de aeronaves en aeropuerto de Gillespie en Nashville, Tennessee.

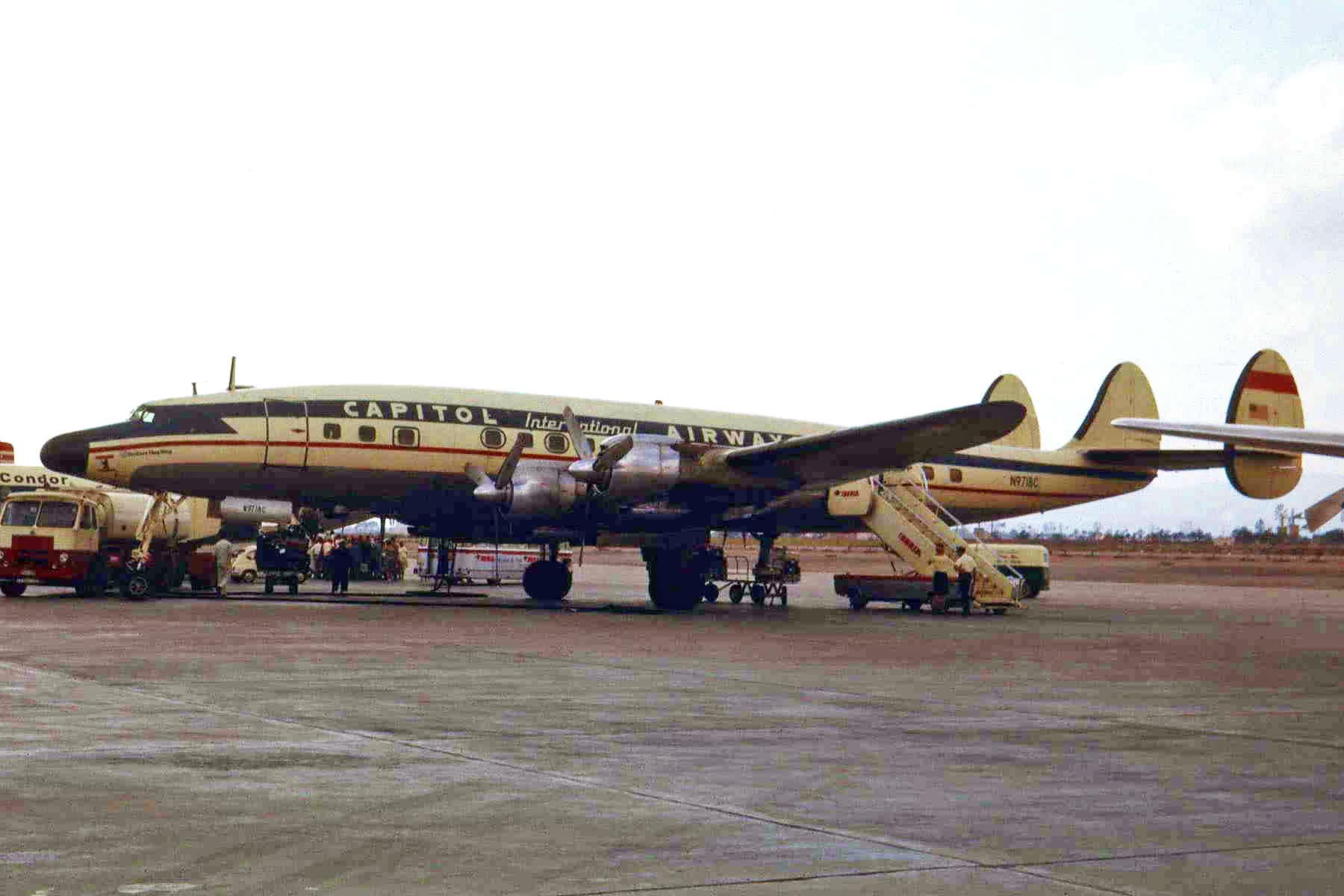
Lockheed Constellation de Capitol en Mallorca (1967)

A principios de la década de 1950, Capitol Airways operaba una flota de aviones de transporte con motor de pistón que incluían Douglas DC-3 y Lockheed Lodestar. Capitol Airways comenzó a transportar carga prioritaria para la Fuerza Aérea de los Estados Unidos en 1954. En 1956, Capitol Airways operaba una flota de más de veinte aviones de transporte Curtiss C-46 y se había convertido en un transportista civil principal para el programa de Apoyo Aéreo Logístico (LOGAIR) del ejército. Capitol Airways luego ingresó al mercado de vuelos chárter internacionales, operando una flota de Lockheed Constellation. En febrero de 1959, Capitol Airways hizo del aeropuerto New Castle en Wilmington (Delaware) su principal base operativa.
En 1963, Capitol Airways fue una de las primeras aerolíneas chárter en operar aviones a reacción, con el nuevo Douglas DC-8. En 1964, un DC-8 operado por Capitol estableció un récord mundial en la aviación comercial al volar sin escalas desde Tokio, Japón, a Wilmington, Delaware, en 12 horas y 25 minutos. Durante la década de 1960, las operaciones de carga aérea civiles y militares de la aerolínea aumentaron.

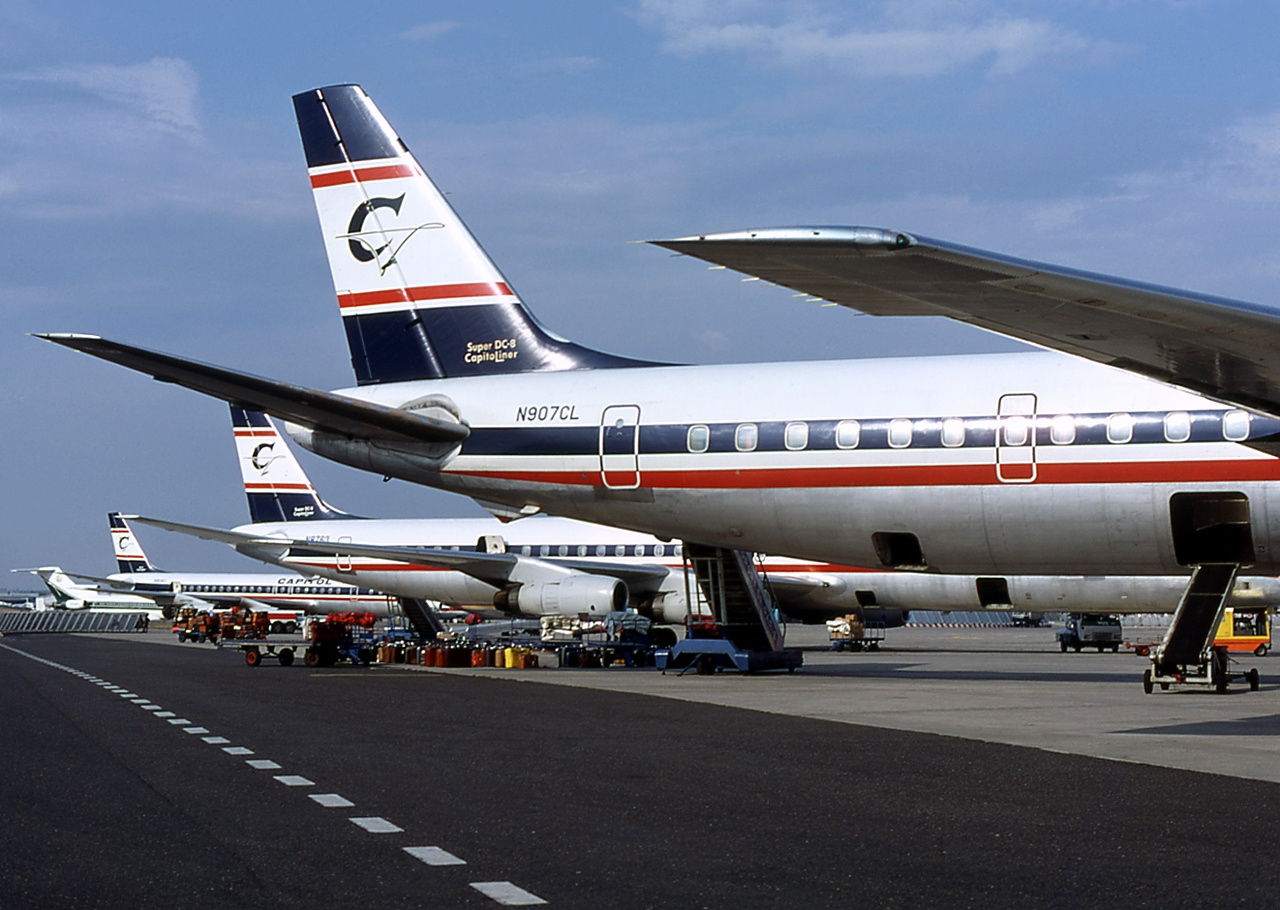
Douglas DC-8 de Capitol en París (1976)

En 1967, Capitol añadió "International" a su nombre y operaba seis aviones DC-8 "rectos" y tres versiones "alargadas" del Super DC-8 junto con su flota de aviones de hélice con motor de pistón. En 1971, Capitol International Airways se trasladó a Smyrna, Tennessee, en la antigua base aérea de Sewart. Capitol siguió siendo fuerte como transportista aéreo militar contratado.
Durante finales de la década de 1970 y principios de la de 1980, operó servicios de pasajeros programados nacionales e internacionales, además de vuelos chárter.Fue fundada por los ex pilotos del Cuerpo Aéreo del Ejército, Jesse Stallings, Richmond McGinnis y Francis Roach, después del final de la Segunda Guerra Mundial. El vicepresidente ejecutivo fue Frank J. Sparacino. El director europeo de operaciones fue Chuck Carr, el director de Francia, Michel Lelièvre, y el gerente del aeropuerto LBG, P. Landelle. Gatwick Ops era la oficina europea. A fines de la década de 1970, Capitol Air se convirtió en una aerolínea programada luego de la aprobación de la Ley de Desregulación de Aerolíneas de 1978. La aerolínea se constituyó en Delaware, pero tenía su sede en Smyrna, Tennessee.

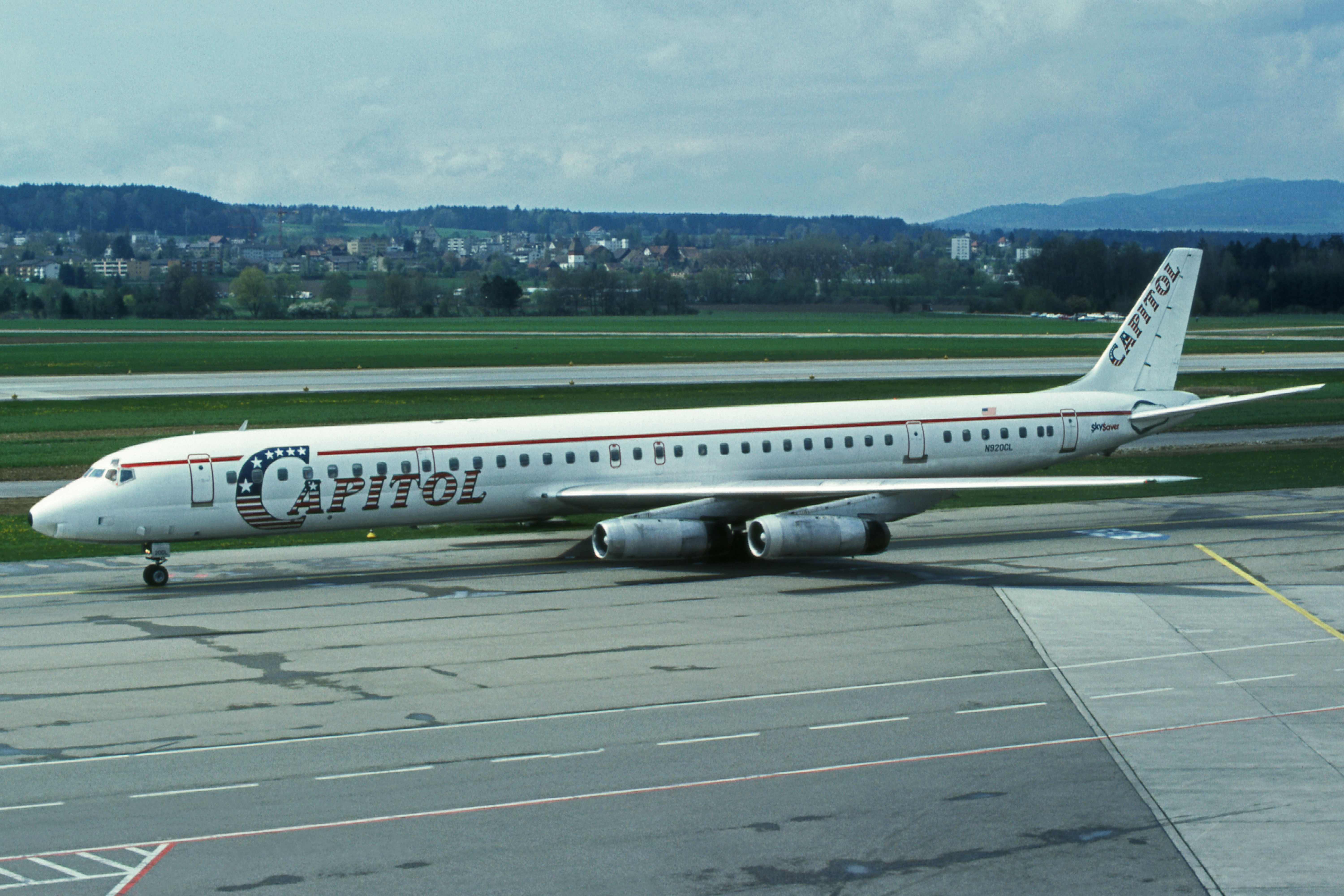
DC-8-63CF de Capitol en Zúrich (1982). Este avión pronto se estrellaría en 1985 operando como el vuelo 1285 de Arrow Air.

Capitol Air mantuvo una gran presencia en el este de los Estados Unidos y Europa. Sus centros de operaciones fueron el Hangar 11 del Aeropuerto Internacional John F. Kennedy en la ciudad de Nueva York, Bruselas, Bélgica y San Juan, Puerto Rico. Desde Nueva York/JFK, Capitol Air sirvió a Los Ángeles (LAX), Chicago O'Hare (ORD), Bruselas (BRU), Frankfurt (FRA), París, Francia (LBG), Aguadilla (BQN), San Juan (SJU) y Puerto Plata (POP). Desde San Juan sirvió a Miami, Chicago, Filadelfia, Boston y Santo Domingo. Aunque Capitol comenzó operaciones de pasajeros programadas, los chárteres seguían siendo una gran parte de sus operaciones. Muchos de los chárteres operados a San Juan, Puerto Rico, eran para operadores turísticos canadienses que requerían servicio aéreo de pasajeros junto con cruceros que salían de San Juan todos los sábados.
Capitol Air también operaba muchos vuelos chárter para el ejército de los Estados Unidos. Una importante ruta troncal a mediados de la década de 1970 conectaba la base aérea Rhein-Main, (Frankfurt), Alemania, con la base aérea de Charleston, Carolina del Sur, con una parada de reabastecimiento en la base de la Guardia Nacional Aérea Bradley (ubicada junto con el Aeropuerto Internacional Bradley) en Windsor Locks, Connecticut.
Capitol Air se declaró en quiebra a mediados de la década de 1980 después de que George Batchelor, ahora propietario de Capitol, desmantelara en gran medida la aerolínea en favor de su empresa recién adquirida, Arrow Air, otra aerolínea que anteriormente era exclusivamente chárter y que finalmente inició operaciones de aerolíneas de pasajeros programadas.

## Capitol Air Express

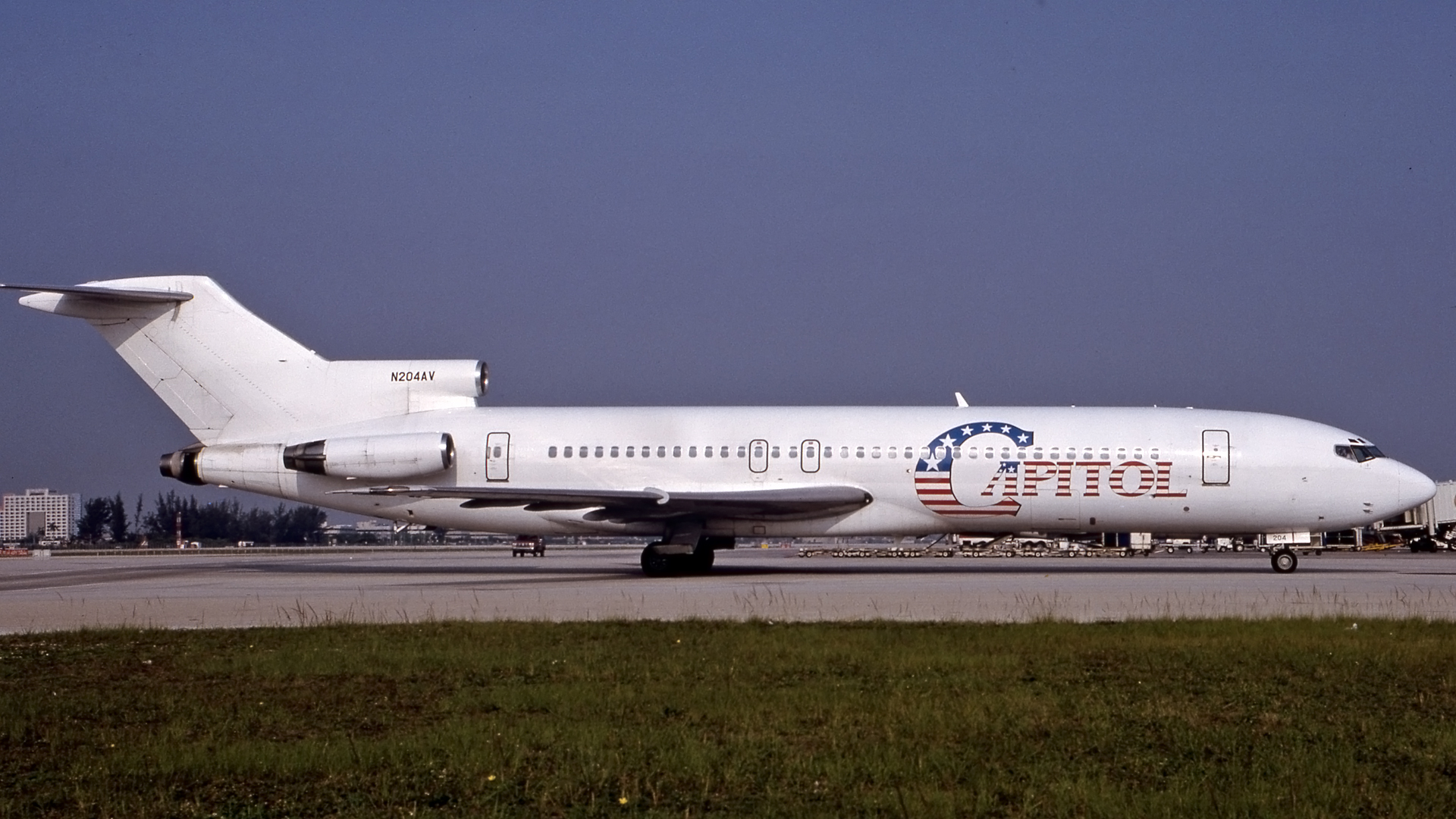
Boeing 727 de Capitol Air Express en el Aeropuerto Internacional de Miami

Los derechos de la marca Capitol Air fueron adquiridos por Red Apple Aviation Group, que fundó la aerolínea Capitol Air Express (abreviada como Capitol en su líbrea) en 1992. Capitol Air Express inicialmente tenía su base en el Aeropuerto Internacional de Washington Dulles, más tarde en Smyrna, Tennessee, y utilizó sus Boeing 727 principalmente en rutas a Florida. La empresa se disolvió en 1996.

## Antiguos destinos
Según el horario del sistema de Capitol Air del 5 de noviembre de 1981, la aerolínea operaba servicios regulares de pasajeros a los siguientes destinos nacionales e internacionales:
- Boston, Massachusetts (BOS)
- Bruselas, Bélgica (BRU)
- Chicago, Illinois – Aeropuerto Internacional O'Hare (ORD)
- Frankfurt, Alemania (FRA)
- Los Ángeles, California ( LAX )
- Miami, Florida (MIA)
- Newark, Nueva Jersey - Aeropuerto de Newark (EWR)
- Ciudad de Nueva York, Nueva York - Aeropuerto Internacional John F. Kennedy (JFK)
- Puerto Plata, República Dominicana (POP)
- San Francisco, California (SFO)
- San Juan, Puerto Rico (SJU)
- Zúrich, Suiza (ZRH)

El horario mencionado anteriormente también establece que todos los vuelos se operaban con aviones Super Douglas DC-8 serie 60 de fuselaje ancho y McDonnell Douglas DC-10 en ese momento.
El centro de operaciones de pasajeros programados de Capitol Air en ese momento era el Aeropuerto Internacional John F. Kennedy de Nueva York, con vuelos transatlánticos sin escalas que se operaban desde JFK a Bruselas, Frankfurt y Zúrich en Europa, así como vuelos transcontinentales sin escalas a Los Ángeles y San Francisco, además de vuelos sin escalas a Chicago, Puerto Plata y San Juan. La aerolínea también operaba vuelos sin escalas desde Chicago a Los Ángeles, Miami y San Francisco, y desde San Juan sin escalas a Boston, Miami y Newark en ese mismo momento. Para 1982, Aguadilla, Puerto Rico (BQN) y Filadelfia, Pensilvania (PHL) se habían agregado al sistema de rutas programadas de Capitol Air.

## Antigua flota

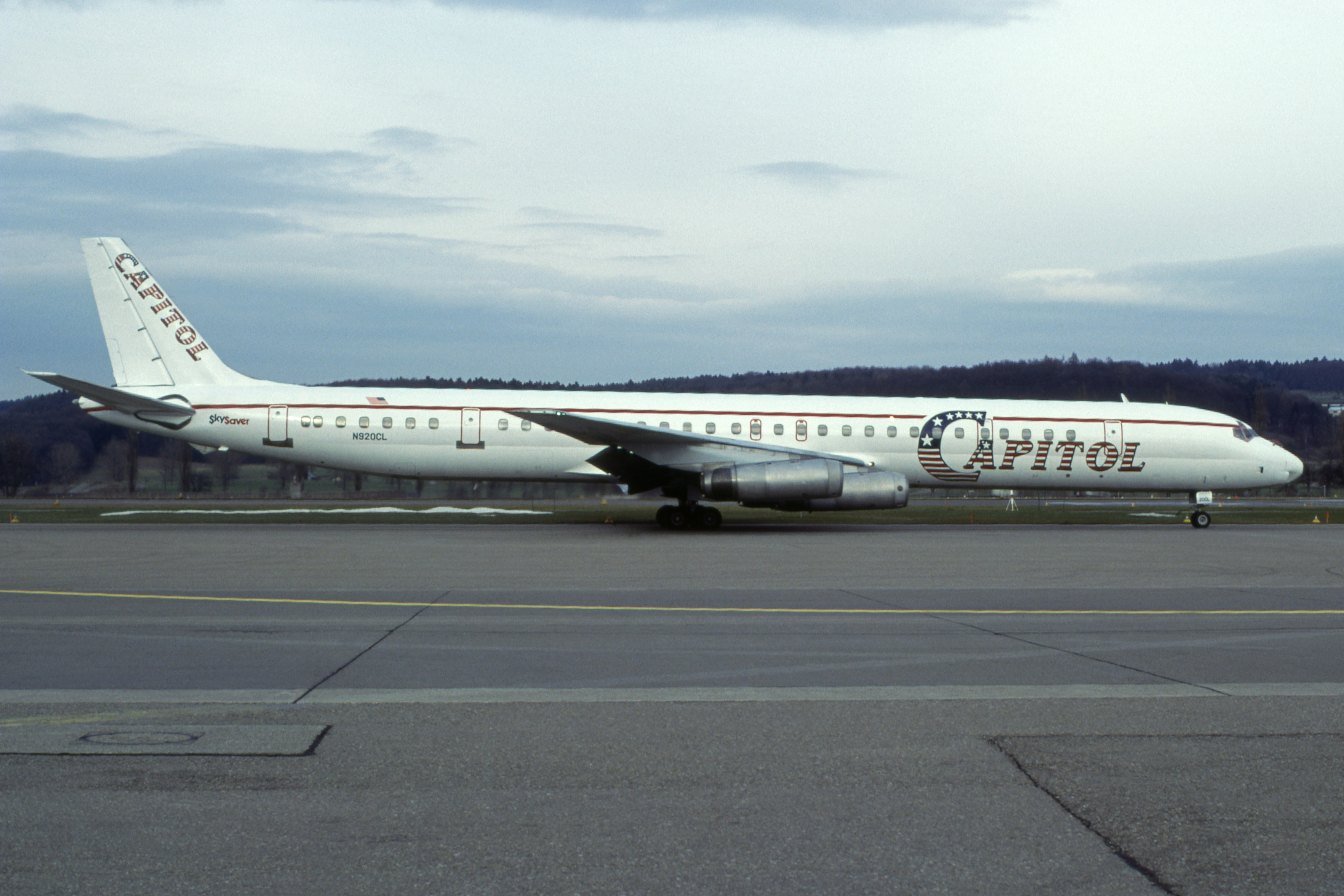
Douglas DC-8-63CF (N920CL) de Capitol Air en el Aeropuerto Internacional de Zúrich (1981)

### 1953[13]
- 3 aviones Douglas DC-3
- 2 Curtiss C-46 Commando

Agosto de 1971
- 4 aviones Douglas DC-8-63CF
- 3 aviones Douglas DC-8-55F
- 1 Douglas DC-8-32

### 1979[14]
- 2 aviones Douglas DC-8-31
- 3 aviones Douglas DC-8-33
- 5 Douglas Douglas DC-8-61
- 2 aviones Douglas DC-8-63CF

Capitol también operó las siguientes aeronaves durante su existencia:
- Airbus A300B4
- Curtiss C-46 Commando
- Douglas DC-3
- Douglas DC-4
- Douglas DC-8-54CF
- Lockheed Constellation, incluidos los modelos L-749A Constellation, L-1049E, L-1049G y L-1049H Super Constellation
- Lockheed Modelo 18 Lodestar
- Douglas DC-10-10

## Accidentes e incidentes[16]
- El 2 de abril de 1955, un C-46A con matrícula N51424 desapareció mientras volaba desde Mobile a la base aérea Warner Robins. Los restos aparecieron más tarde en las playas y otras partes se encontraron buceando. La causa nunca se determinó, pero el clima era malo en ese momento, con tormentas eléctricas y turbulencias. Se presumió que los dos tripulantes estaban muertos.
- El 16 de noviembre de 1958, un C-46F con matrícula N1301N en ruta de Denver a la Base Aérea Hill en Ogden, Utah, sufrió una falla en el motor derecho en condiciones de vuelo por instrumentos. El avión se estrelló y se incendió a una altitud de 8700 pies cerca de Fort Collins, Colorado, matando a los dos pilotos a bordo.
- El 4 de octubre de 1960, un C-46F con matrícula N4719N se encontraba en aproximación final nocturna a la Base Aérea McClellan en un vuelo desde la Base Aérea Travis, cuando la tripulación sintió un impacto y vio un destello. El avión de Capitol aterrizó de manera segura y encontró una abolladura en un flap. El C-46 había impactado a un Cessna, que se estrelló y explotó, matando a las dos personas a bordo. El Cessna había estado realizando un aterrizaje nocturno no autorizado.
- El 15 de octubre de 1960, un C-46F matrícula N1300N se dirigía desde Rapid City, Dakota del Sur a la Base de la Fuerza Aérea Hill en Ogden, Utah, y estaba realizando una aproximación ILS simulada cuando el ala derecha se separó debido a la fatiga del metal de ciertos pernos, lo que provocó la destrucción de la aeronave después de estrellarse a una altura de 6.500 pies y la muerte de los dos tripulantes a bordo.
- El 22 de enero de 1961, un C-46F con matrícula N1308V sufrió un incendio incontrolable en el motor cerca de Katy, Texas, durante un vuelo Logair de la Fuerza Aérea desde la Base Aérea Kelly en San Antonio, Texas, hasta Mobile, Alabama. El incendio se debió a una falla por fatiga de los pernos de un motor. Hubo evidencia de que se intentó extinguir el incendio sin éxito, pero el fuego quemó el motor y el ala del avión, destruyendo el avión y matando a los dos tripulantes.
- El 13 de septiembre de 1967, un C-46F con matrícula N1309V sufrió una avería en el motor tras despegar de Kingston, Jamaica, rumbo a Fort Lauderdale, lo que provocó un amerizaje. Cuatro personas a bordo del avión resultaron ilesas, pero el avión se perdió.
- El 28 de abril de 1968, un DC-8-31, matrícula N1802, se estrelló en Atlantic City , Nueva Jersey, durante un vuelo de entrenamiento. La tripulación intentó una aproximación con dos motores y un toque y despegue, pero perdió el control al aplicar potencia. Los cuatro miembros de la tripulación sobrevivieron.
- El 27 de noviembre de 1970, el vuelo C2C3/26 de Capitol International Airways, un DC-8-63CF con matrícula N4909C, se salió de la pista al intentar despegar en Anchorage, Alaska, en ruta a la base aérea de Yokota, Japón. Por razones que no se pudieron determinar, las ocho ruedas del tren de aterrizaje principal permanecieron bloqueadas durante el despegue, lo que impidió alcanzar la velocidad de despegue suficiente. Murieron 47 de los 229 pasajeros y tripulantes.
- El 2 de octubre de 1977, Aeropuerto Internacional de Shannon, Irlanda. El DC-8-61 N911CL en ruta Roma-Windsor Locks abortó el despegue después de un incendio. Un neumático del tren de aterrizaje principal se destrozó durante el despegue, rompiendo los tanques de combustible y provocando un incendio bajo el ala izquierda. La torre de control detectó el incendio, al igual que la tripulación de un avión gemelo que acababa de llegar. El despegue se abandonó en V1 y el DC-8 se detuvo justo antes del final de la pista. 50 pasajeros resultaron heridos, pero no hubo víctimas mortales. Aunque sufrió daños importantes, el avión volvió a estar en servicio. Si el avión hubiera despegado, el resultado probablemente habría sido mucho peor.

Además, en tres ocasiones entre mayo y agosto de 1983, el vuelo 236 de la aerolínea , que iba de San Juan (Puerto Rico) a Miami, fue secuestrado y llevado a Cuba. En todos los casos, el secuestrador fue detenido sin incidentes.